# Delage
Delage (s polnim imenom Automobiles Delage) je nekdanja francoska tovarna avtomobilov, ustanovljena leta 1905 v Levalloisu, okolica Pariza, uspešna tudi v motošportu. Leta 1935 je med Veliko gospodarsko krizo podjetje propadlo, toda po dogovoru z Delahayem je to podjetje do leta 1953, ko je tudi samo propadlo, izdelovalo avtomobile znamke Delage.

## Motošport
Moštvo Automobiles Delage je s 89-imi štarti na šestnajstem mestu med vsemi konstruktorji na dirkah za Veliko nagrado. Med sezonama 1906 in 1932 so dirkači tovarniškega moštva osvojili sedemnajst zmag in 39 uvrstitev na stopničke. Največji uspeh je moštvo doseglo v sezoni 1927 z osvojitvijo Svetovnega konstruktorskega prvenstva s štirimi zmagami na petih dirkah, vse je dosegel Robert Benoist, preostale dirke Indianapolis 500 se niso udeležili. 

### Zmage
| Sezona | Dirka                           | Dirkač                       | Dirkalnik   | Poročilo |
| ------ | ------------------------------- | ---------------------------- | ----------- | -------- |
| 1908   | Grand Prix des Voiturettes      | Albert Guyot                 | Delage      | Poročilo |
| 1911   | Coupe des Voiturettes           | Paul Bablot                  | Delage      | Poročilo |
| 1913   | Grand Prix de l´U.M.F.          | Paul Bablot                  | Delage Y    | Poročilo |
| 1925   | Velika nagrada Francije         | Albert Divo André Morel      | Delage 2LCV | Poročilo |
| 1925   | Velika nagrada San Sebastiána   | Louis Wagner Robert Sénechal | Delage 2LCV | Poročilo |
| 1926   | Velika nagrada Velike Britanije | Louis Wagner Robert Sénechal | Delage 15S8 | Poročilo |
| 1926   | Velika nagrada La Baule         | Louis Wagner                 | Delage 15S8 | Poročilo |
| 1927   | Velika nagrada Openinga         | Robert Benoist               | Delage 15S8 | Poročilo |
| 1927   | Velika nagrada Francije         | Robert Benoist               | Delage 15S8 | Poročilo |
| 1927   | Velika nagrada Španije          | Robert Benoist               | Delage 15S8 | Poročilo |
| 1927   | Velika nagrada Italije          | Robert Benoist               | Delage 15S8 | Poročilo |
| 1927   | Velika nagrada Velike Britanije | Robert Benoist               | Delage 15S8 | Poročilo |
| 1928   | JCC 200 milj                    | Malcolm Campbell             | Delage 15S8 | Poročilo |
| 1928   | Velika nagrada Boulogne         | Malcolm Campbell             | Delage 15S8 | Poročilo |